# Île de Molène
Île de Molène is een eiland voor de uiterste westpunt van Bretagne. De Bretonse naam is Molenez.
Het eiland meet nauwelijks één km doorsnede, met een oppervlakte van 75 hectare of minder dan één km². Het is het grootste van een groep van een twintigtal eilandjes met namen als Balanec, Bannec, Béniguet, Morgol, Quéménès, Trielen, .... Deze vormen samen de gemeente Île-Molène. Noordwestelijk van Molène, gescheiden door de zeestraat Passage du Fromveur, ligt het eiland Ouessant.
In 1988 kreeg het gebied het UNESCO-label Réserve de la Biosphère om het broze ecologische evenwicht te bewaren.
Er is een scheepsverbinding met het vasteland vanuit Brest of Le Conquet, die wordt verzorgd door de maatschappij Penn ar Bed.
De kerk Saint-Ronan werd gebouwd in de 19e eeuw. Op het kerkhof liggen de graven van de drenkelingen van de Drummond Castle die in 1896 verging voor de kust van Molène. De voormalige semafoor van het eiland werd in 2012 gerestaureerd en kreeg een culturele functie.
- Library of Congress Control Number: n2008016143
- Virtual International Authority File: 142121549